# 大分松岡パーキングエリア
大分松岡パーキングエリア（おおいたまつおかパーキングエリア）は、大分県大分市大字松岡の東九州自動車道上にあるパーキングエリア (PA) である。

## 概要
2001年の供用開始から20年以上トイレ・自動販売機のみの無人休憩施設として運営されたパーキングエリアであった。無人休憩施設のサービス向上を目的として、2023年（令和5年）11月30日、上下線にコンビニエンスストアを設置する形で、有人化された。

## 歴史
- 2001年（平成13年）12月27日：供用開始。
- 2006年（平成18年）
  - 7月25日：上り線に災害対応型自動販売機を設置。
  - 8月8日：下り線に災害対応型自動販売機を設置。
- 2023年（令和5年）11月30日：上下線にコンビニエンスストア「セブン-イレブン」がオープン[1]。

## 施設

### 上り線（宇佐・鳥栖方面）
- 駐車場[2]
  - 大型：13台
  - 小型：15台
  - 二輪：4台
  - トレーラー：2台
  - 身障者用
    - 小型：2台
- トイレ[2]
  - 男性：大2（和式0・洋式2）・小3
  - 女性：5（和式1・洋式4）
  - 身障者用：1
- 災害対応型自動販売機[2]
- コンビニエンスストア「セブン-イレブン」（24時間）

### 下り線（佐伯・宮崎方面）
- 駐車場[3]
  - 大型：13台
  - 小型：15台
  - 二輪：4台
  - トレーラー：2台
  - 身障者用
    - 小型：2台
- トイレ[3]
  - 男性：大2（和式0・洋式2）・小3
  - 女性：5（和式1・洋式4）
  - 身障者用：1
- 災害対応型自動販売機[3]
- コンビニエンスストア「セブン-イレブン」（24時間）

## 隣
E10 東九州自動車道
(14) 大分米良IC - 大分松岡PA - (15) 大分宮河内IC